# Andrew A. Humphreys
Andrew Atkinson Humphreys (2. november 1810 – 27. december 1883), var en karriereofficer i den amerikanske hær, ingeniør og general i den amerikanske borgerkrig. Han beklædte høje poster i Army of the Potomac, herunder som divisionschef, stabschef og korpschef. Efter borgerkrigen blev han leder af ingeniørkorpset.

## Tidlige år
Humphreys blev født i Philadelphia i Pennsylvania ind i en familie, som var kendt for skibsdesign. Hans bedstefar Joshua, tegnede "Old Ironsides", USS Constitution. Andrew fik eksamen fra Nazareth Hall og derefter fra West Point i 1831 og tilbragte en stor del af de efterfølgende 30 år som ingeniør i hæren. Han deltog som artillerist i Seminolekrigene. En stor del af hans tjenestetid gik med topografiske og hydrologiske undersøgelser af Mississippiflodens delta.

## Borgerkrigen
Efter borgerkrigens udbrud blev Humphreys den 6. august 1861 forfremmet til major og blev øverste topografiske officer i generalmajor George B. McClellans Army of the Potomac. Først var han involveret i planlægningen af forsvaret af Washington, D.C., men i marts 1862 sejlede han af sted sammen med McClellan til Peninsula kampagnen. Han blev forfremmet til brigadegeneral i den frivillige hær den 28. april, og den 12. september overtog han kommandoen over 3. Division i V Korps i Army of the Potomac. Han førte divisionen, som var i reserven i slaget ved Antietam. I slaget ved Fredericksburg nåede hans division længst frem under kraftig beskydning fra Marye's Heights; hans overordnede, generalmajor George G. Meade, skrev: "Han udviste fremragende mod ved Fredericksburg." I betragtning af at han havde begrænset kamperfaring, inspirerede han sine tropper med sit personlige mod. Historikeren Larry Tagg skrev:
| „ | ... af bestemte gode grunde, som hænger sammen med effekten af, hvad jeg gjorde ved mændenes moral og fra en usynlig ulyst til at ride noget andet sted, red jeg altid i spidsen for mine tropper". Løjtnant Cavada fra generalens stab erindrede, at lige før han tog sine tropper op til stenmuren ved Fredericksburg, havde Humphrey bukket for sin stab på sin belevne facon "og sagde direkte: 'Unge mænd, jeg ønsker at lede dette angreb. Jeg antager naturligvis, at De ønsker at ride med mig?" Da det blev sagt på den måde, gjorde staben det naturligvis, og fem ud af syv officerer blev slået af deres heste. Efter at hans mænd havde udholdt så meget, de kunne foran Stenmuren på Marye's Heights, så den næste brigade, som kom op ad bjerget, Humphreys siddende helt alene og kigge ud over sletten. Kuglerne føg omkring. Noget ved den måde generalen tog det på, frydede dem, og de heppede på ham. Humphreys så forbavset på dem, vinkede med sin kasket til dem, og med et barskt smil red han af sted mod solnedgangen. På denne måde havde Humphreys ændret sin divisions modvilje imod sig til beundring for sit heroiske lederskab...'' | “ |
|   | — Larry Tagg, Generals of Gettysburg |   |

Selv om han blev respekteret af sine mænd for tapperhed under ild, var Humphreys ikke vellidt af dem. Han var i midten af 50-erne, og de betragtede ham som en gammel mand trods hans forholdsvis ungdommelige ydre. Hans øgenavn var "Old Goggle Eyes" på grund af hans briller. Han var en hård chef og krævede disciplin.
I slaget ved Chancellorsville udrettede Humphreys division ikke meget, mest fordi de fleste af hans soldater snart skulle hjemsendes. Den 23. maj 1863 blev Humphreys overført til at kommandere 2. division i III Korps under generalmajor Daniel E. Sickles.
Da Meade overtog kommandoen over Army of the Potomac lige før Slaget ved Gettysburg, bad han Humphreys om at være sin stabschef i stedet for generalmajor Daniel Butterfield, som blev opfattet som værende for nært politisk tilknyttet den tidligere chef generalmajor Joseph Hooker. Humphreys afslog muligheden for at opgive sin divisionskommando. Hans nye division kom straks i kamp ved Gettysburg, hvor Sickles den 2. juli i modstrid med sine ordrer rykkede sit korps frem fra sin defensive stilling på Cemetery Ridge. Humphreys nye stilling var på Emmitsburg Road, som var del af en passage lige i den retning sydstatshærens angreb ville komme i, og det var for lang en front for blot en enkelt division at forsvare. Angrebet af generalmajor Lafayette McLaws division blev Humphreys to brigader tilintetgjort. Sickles havde trukket Humphreys reservebrigade tilbage for at støtte nabodivisionen under generalmajor David B. Birney), som var den første, der blev angrebet. Humphreys kæmpede så godt han kunne og kunne bringe samling på sine overlevende på Cemetery Ridge, men hans division og hele korpset var tilintetgjort som kampstyrke.
Humphreys blev forfremmet til generalmajor i den frivillige hær den 8. juli 1863 og tog imod Meades anmodning om, at han blev stabschef. Han havde ikke ret meget af en division tilbage. Han gjorde tjeneste i denne funktion gennem Bristoe kampagnen og Mine Run kampagnen i efteråret samt Overland kampagnen og Belejringen af Petersburg i 1864.
I november 1864 overtog han kommandoen over II Korps, og dette førte han under resten af belejringen og gennem Appomattox kampagnen indtil general Robert E. Lees overgivelse ved Appomattox Court House. Den 13. marts 1865 blev han udnævnt til foreløbig brigadegeneral i den regulære hær for "tapper og meritgivende tjeneste i slaget ved Gettysburg", og dernæst til generalmajor for slaget ved Sayler's Creek under Lees tilbagetrækning.

## Efter krigen
Efter krigen havde Humphreys kommandoen over militærdistriktet Pennsylvania. Han blev permanent brigadegeneral og leder af ingeniørkorpset i 1866, en stilling han beholdt indtil den 30. juni 1879, da han gik på pension og deltog indtil da i bestyrelser for fyrtårne og andre ingeniøropgaver.
Efter at være gået på pension studerede Humphreys filosofi. Han var en af stifterne af National Academy of Sciences. Humphreys' udgivelser blev kronet af hans Report on the Physics and Hydraulics of the Mississippi River fra 1867, som gjorde ham betydningsfuld i det akademiske miljø. Han skrev også personlige beretninger om krigen, som blev udgivet i 1883: From Gettysburg to the Rapidan og The Virginia Campaign of '64 and '65. Han døde i Washington, D.C. og ligger begravet på the Congressional Cemetery.